# Lázaro Cárdenas, Cosoleacaque
Lázaro Cárdenas är en ort i Mexiko.   Den ligger i kommunen Cosoleacaque och delstaten Veracruz, i den sydöstra delen av landet, 500 km öster om huvudstaden Mexico City. Lázaro Cárdenas ligger 40 meter över havet och antalet invånare är 307.
Terrängen runt Lázaro Cárdenas är platt. Runt Lázaro Cárdenas är det tätbefolkat, med 343 invånare per kvadratkilometer. Närmaste större samhälle är Minatitlán, 6,1 km sydost om Lázaro Cárdenas. Omgivningarna runt Lázaro Cárdenas är en mosaik av jordbruksmark och naturlig växtlighet.